# 玉环市坎门第二初级中学
28°04′38″N 121°16′30″E / 28.07711°N 121.27504°E
玉环市坎门第二初级中学（简称坎门二中或玉环市坎门二中）是一所位于中华人民共和国浙江省玉环市坎门街道的公立初级中学，是一所民工子弟初中，专招外来民工子女。创建于1988年。

## 历史
玉环市坎门第二初级中学创建于1988年。2017年，因玉环撤县设市而更名。2020年7月，坎门二中投资16万改造教学楼。

## 校舍
学习占地面积16亩，建筑面积3832平方米，有语音室、阶梯教室、实验室、图书室、食堂、健身房等设施。其中，食堂于2009年9月9日投用，投资近40万元，建筑面积229平方米，可同时容纳200名师生就餐。

## 校务
至2011年，学校有教学班级11个，学生600多人，教职工42人，其中中学高级教师4人，中学一级教师22人，三星级教师2人、二星级教师2人、一星级教师3人。作为一所民工子弟学校，坎门二中的外来民工子女的比例超过本地学生。基于此特殊校情，推出了校园文化周、学生心理健康教育等。校园文化周包括校园十大歌星、校园礼仪队、校园文化走廊、校园篮球队等品牌。
2012年6月7日，坎门第二初级中学被命名为首家玉环县非物质文化遗产传承教学基地。次日，坎门二中获得玉环县文广新局授牌。2013年3月，坎门二中成为玉环县首个浙江省级非遗传承教学基地。学校先后获得浙江省第三批义务教育标准化学校、台州市绿色学校、玉环县平安校园、台州市先进集体、玉环县德育先进集体、玉环县先进党支部等荣誉称号。2024年5月，在澳大利亚台州同乡（商）会的牵线下，坎门二中与澳大利亚新金山中文学校云端连线，同扎坎门鳌龙鱼灯。